# Campina
Campina é um tipo de bioma terrestre formado por campos completamente despidos de árvores (campos limpos ou desarborizados), que ocorre em várias regiões do Brasil. A campina pode ocorrer tanto em condições naturais, como artificiais, provocadas pelo homem. Distingue-se da savana, que são campos arborizados.

## Terminologia
O sentido do termo apresenta diferenças entre os autores.
Martius (1824), na região amazônica, já citava a distinção entre "mato virgem" (florestas), "gabós" (igapós) e "campinas".
Gonzaga de Campos (1912, 1926) definiu as campinas como áreas com predominância de gramíneas e plantas herbáceas, sem adapatações ao xerofitismo. Logo, o termo é usado no sentido de campos de várzea ou inundação, ocorrendo na Amazônia, Pantanal, Vale do Paraíba, Alto Tietê, e diversas outras regiões.
Sampaio (1938) distinguiu as campinas e as campinaranas (chamando estas de "campinas falsas", por terem árvores).
Dücke e Black (1954) usaram o termo campina para as clareiras de gramíneas na Amazônia (com flora pertencente às caatingas amazônicas). Distinguiram também os campos de várzea e campos firmes (com flora do Cerrado) e as campinaranas (definidas como transição entre as florestas e os campos e campinas). Da mesma maneira, Veiga (1977) define a campinarana como transição entre campina e savana..
O IBGE (2012) usa o termo "campina" para os campos do Brasil Meridional, desencorajando seu uso como sinônimo para as campinaranas amazônicas.